# Koyuki Higashi
Koyuki Higashi (Kanazawa, 1 de febrero de 1985), en japonés 東 小雪,  es una actriz de teatro, escritora y activista LGBT japonesa. Entre 2005 y 2006, fue miembro otokoyaku de Takarazuka Revue con el nombre Aura Maki. Junto con su pareja, fueron las primeras personas en Japón en conseguir un certificado de pareja del mismo sexo.

## Trayectoria
Higashi nació en Kanazawa, Prefectura de Ishikawa. Tras inscribirse en la escuela secundaria Hokuriku Gakuin ingresó en la Escuela de Música de Takarazuka. En 2005, se convirtió en estudiante de la 91ª generación de la Takarazuka Revue Company. Más tarde ese año, Higashi debutó en el escenario Hanagumi Marrakech Kurenai no Bohyō / Enter the Review. Junto con otros siete miembros de la compañía, entre quienes se encontraba Sumika Nono, se unieron a Hanagumi. En 2006 dejó Takarazuka en 2006.
En el otoño de 2010, Higashi comenzó a apoyar actividades LGBT con su nombre real. Reveló que era lesbiana y se presentó a la Takarazuka Revue Company como Aura Maki. En diciembre de 2011, Higashi lanzó "Rainbow Kanazawa" y se convirtió en su representante hasta abril de 2013. En marzo de 2011, se convirtió en miembro del personal de los eventos para adolescentes "Onna no Ko" ga Sukina "Onna no Ko" no tame no Tomodachi-zukuri Event y Peer Friends para niñas hasta julio de 2014.
En enero de 2014, Higashi escribió el manga Lesbian-teki Kekkon Seikatsu (coescrito con su esposa Hiroko Masuhara e ilustrado por Emiko Sugiyama), En junio de ese año publicó Nakatta koto ni shitakunai – Jippu kara Sei Gyakutai o Uketa Watashi no Kokuhaku ("No quiero que no sea así, confesé mi abuso sexual por parte de mi padre"). 
Ha aparecido en programas de televisión y conferencias relacionados con la comunidad LGBT y el abuso sexual. Además, se presentó en Makimū & Koyutan no Lesbian Channel en la transmisión en vivo de Niconico con la tarento lésbica Asako Makimura, Higashi también presentó Koyutan no Suiyōbi en el que transmite sobre el tema de la iluminación LGBT y eventos relacionados con la comunidad LGBT.
En marzo de 2012, Tokyo Disney Resort anunció el plan "Disney Royal Dream Wedding" en el que el Castillo de Cenicienta abre las ceremonias de boda para los visitantes del parque. Ante esto, Higashi contactó al resort para tener una boda entre personas del mismo sexo. Disney aceptó, pero ante la "influencia en los clientes comunes", respondieron que una de los dos tenía que usar un esmoquin. El 1 de marzo de 2013, Higashi y su pareja se convirtieron en la primera en realizar la ceremonia de boda entre personas del mismo sexo en Disney Resort en Japón.
El 31 de marzo de 2015, el barrio de Shibuya de Tokio fue el primer municipio japonés que decidió emitir certificados de pareja a parejas del mismo sexo. Higashi y su compañera lo solicitaron y el 5 de noviembre se convirtieron en la primera pareja en recibir dicho certificado de un municipio japonés.

## Reconocimientos
En 2018, Higashi y su pareja recibieron el Premio Comunitario Tokyo SuperStar Awards en el que se reconoce a personas u organizaciones que contribuyeron al desarrollo de la cultura o comunidad LGBT.